# 新青山ビル
新青山ビル (しんあおやまビル)は、東京都港区南青山一丁目1番1号に構える屋上高87.8mの高層オフィスビルである。2棟の高層ビルとそれらを繋ぐ低層部分・地階から構成されており、「青山ツイン (Aoyama Twin)」の愛称でも知られる。

## 概要

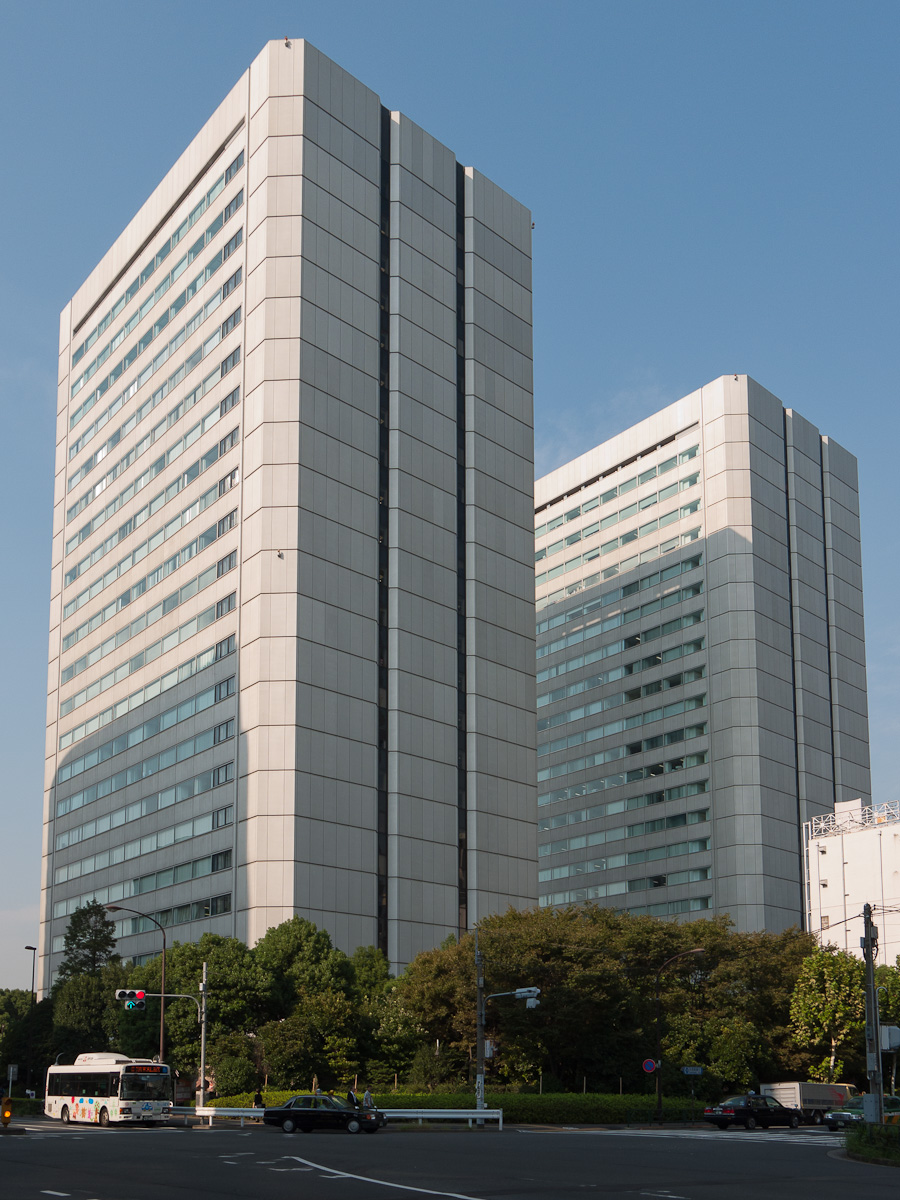
新青山ビル

それぞれ「東館」「西館」と呼ばれる2棟のビルはいずれも地上23階・地下4階建てで、国道246号（青山通り）と都道319号線（外苑東通り）に面し、地下では地下鉄青山一丁目駅（銀座線・半蔵門線・大江戸線）に直結している。
1974年 (昭和49年)8月の東京都都市計画審議会において審議・決定された特定街区に基づいて設計されており、斜線緩和の利用によって当時としては周辺でも有数の高層建築を実現した。構造は23階建の高層棟2棟が中央プラザを挟む形で建てられており、周辺に配置された低層店舗街の上には人工地盤が開放されている。
設計・管理は三菱地所が行っており、1978年（昭和53年）10月に竣工した。敷地面積は10,249平米 (m2; 3,100坪）、 延床面積は101,550平米 (30,718坪) で、建物高さは最高軒高が87.8m、最高部が94.1mである。
青山一丁目交差点の斜向かい (北青山1-2-3)には、同じ三菱地所により1972年（昭和47年）3月に完成した13階建てのオフィスビル「青山ビル」があり、それに対応して「新青山ビル」の名称となった。
完成以来30年近くに渡って、青山一丁目 - 赤坂御所周辺では唯一・最高層の建物としてランドマークとなっていたが、2007年（平成19年）3月、2倍近くの高さがある高層賃貸マンション「パークアクシス青山一丁目タワー」 (高さ172m)が隣接地に竣工した。

### 参照
1. 1 2  「新青山ビルの建築と設備」　『建築設備』 Vol.29, No.12, Page11-21 (1978)
2. 1 2  “新青山ビル | 東京都港区南青山一丁目1番1号 | 三菱地所オフィス情報”. 三菱地所オフィス情報 | 東京の賃貸オフィス・貸事務所 | 港区. 2024年4月1日閲覧。
3. ↑  “青山ビル | 東京都港区北青山一丁目2番3号 | 三菱地所オフィス情報”. 三菱地所オフィス情報 | 東京の賃貸オフィス・貸事務所 | 港区. 2024年4月1日閲覧。